# عرب الجهالین
عرب الجهالین (به لاتین: 'Arab al-Jahalin) یک منطقهٔ مسکونی در دولت فلسطین است.

## خصوصیات
عرب الجهالین  ۱٬۲۰۵ نفر جمعیت دارد.